# Мустаевский район
Мустаевский район — административно-территориальная единица в составе Оренбургской и Чкаловской областей, существовавшая в 1935—1963 годах. Административный центр — село Мустаево.
Мустаевский район был образован в январе 1935 года в составе Оренбургской (в 1938—1957 — Чкаловской) области.
По данным 1945 года включал 13 сельсоветов: Алексеевский, Бородинский, Варшавский, Герасимовский, Головский, Кинделинский, Лапазский, Магнитостроевский, Мустаевский, Ново-Киндилский, Петро-Павловский, Ржавский и Студеновский. По данным 1960 года район включал 11 сельсоветов: Алексеевский, Бородинский, Герасимовский, Кинделинский, Лапазский, Магнитостроевский, Мустаевский, Ново-Киндельский, Новородниковский, Ржавский и Студеновский.
1 февраля 1963 года Мустаевский район был упразднён, а его территория разделена между Илекским и Новосергиевским районами.